# Angel (Golden Earring)
Angel is een nummer van de Nederlandse rockband Golden Earring uit 1995. Het is de derde en laatste single van hun twintigste studioalbum Face It.
"Angel" deed het commercieel minder goed dan de vorige Face It-singles Hold Me Now en Johnny Make Believe. Het nummer bereikte de 12e positie in de Nederlandse Tipparade.

## Tracklijst
- Cd-single

1. "Angel" - 3:43
2. "The Unforgettable Dream" (Special Video remix) - 3:51

Discografie